# نفيسة محمد محمود
نفيسة محمد محمود ( -19 سبتمبر 2020) ممثلة سودانية، عُرفت باسم «السنينة»، وهو الاسم الذي اشتهرت به أثناء مشاركتها في برامج تربية وتثقيف الأطفال، والتي عُرضت على تلفزيون السودان، وإذاعة أم درمان. من بين أشهر أعمالها: «بامسيكا»، «الزوجة نمرة 2»، و«عشا مع الوزير».